# António Crisógono dos Santos
António Crisógono dos Santos (Sertã, 24 de Novembro de 1862 - Lagos, 29 de Abril de 1934), foi um político e fotógrafo português.

## Biografia
Nasceu na Sertã, em 24 de Novembro de 1862, filho de Rosa de Jesus e João dos Santos, tendo vindo ainda muito novo para a cidade de Lagos.
Estabeleceu-se como comerciante em Lagos, possuindo um estabelecimento na futura Rua 25 de Abril, e uma sucursal na vila da Luz. Tinha uma concessão para um serviço de carroças, do tipo ripert, entre a Luz e Lagos. Notabilizou-se igualmente como fotógrafo amador, tendo tirado um grande número de fotografias com panoramas da cidade de Lagos, que foram utilizadas em postais. Na década de 1930, exerceu como vereador na Câmara Municipal de Lagos, tendo sido o responsável pela instituição de uma feira franca anual na cidade.
Morreu na cidade de Lagos, em 29 de Abril de 1934.

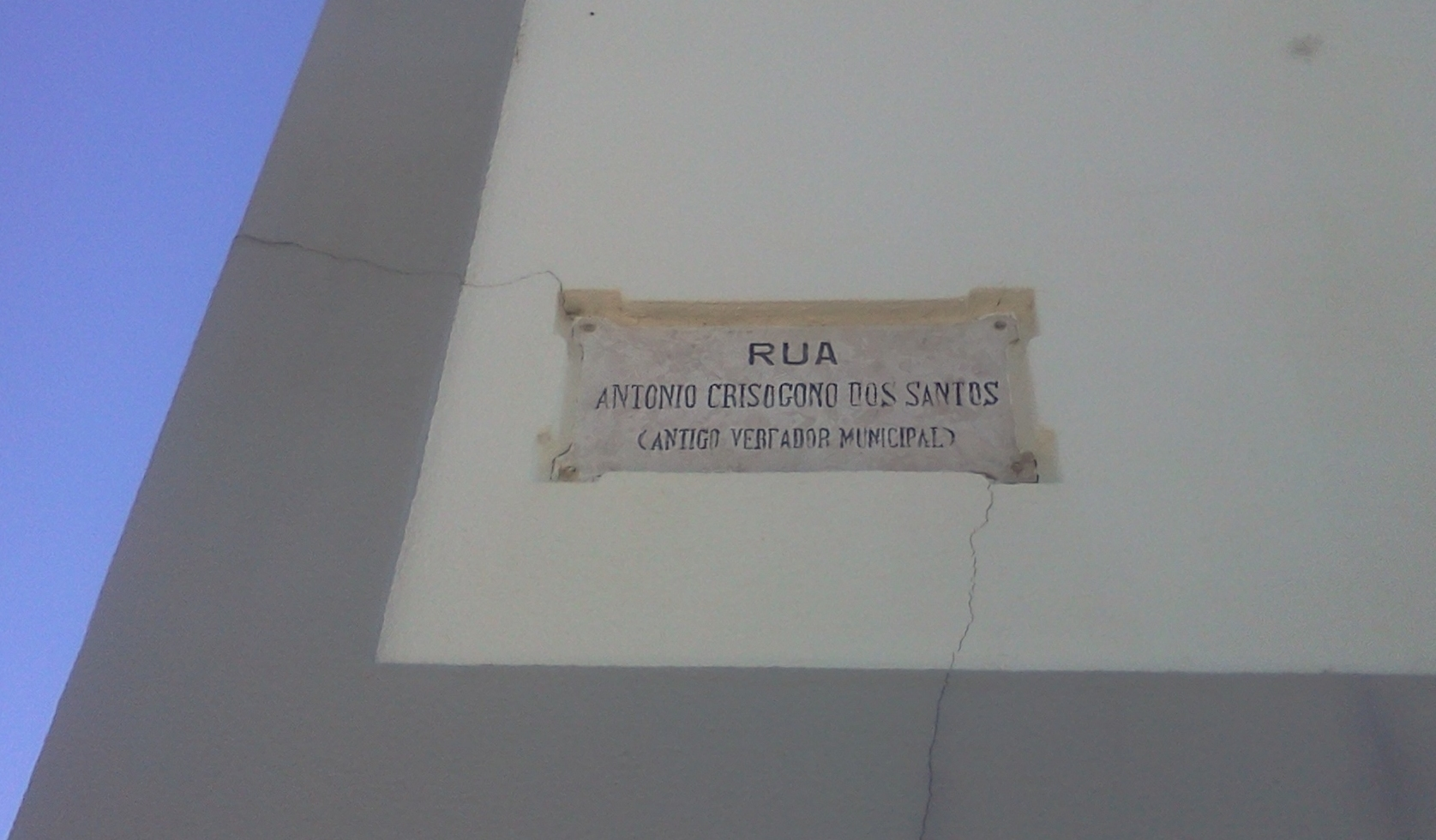
Placa toponímica da Rua António Crisógono dos Santos, na cidade de Lagos.

## Homenagens
A autarquia de Lagos colocou o seu nome numa rua da Freguesia de São Sebastião.